# Klaudiusz z Turynu

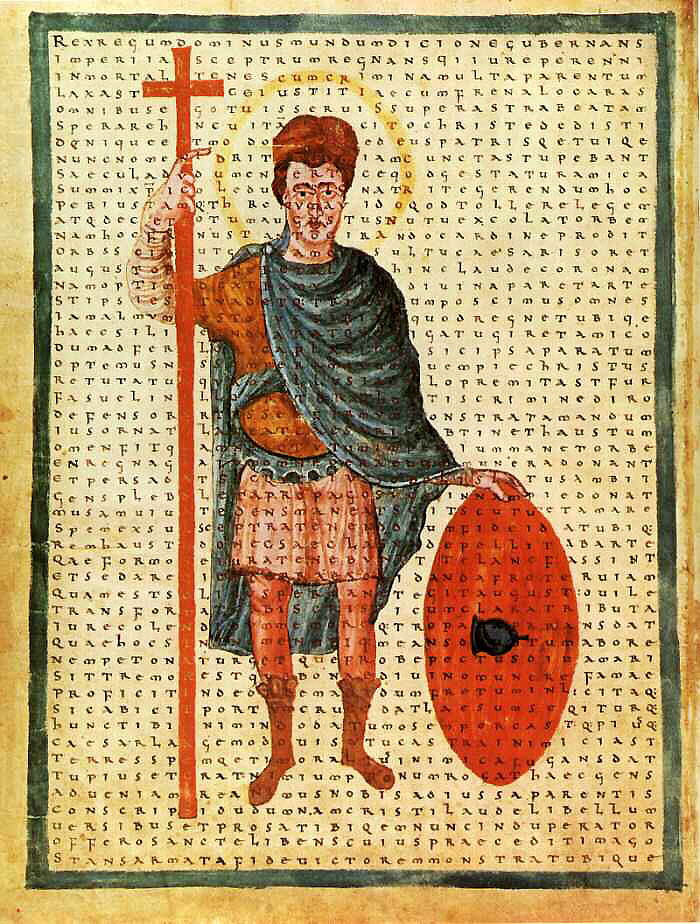
Ludwik I Pobożny, cesarz rzymski i przez pewien czas patron Klaudiusza.

Klaudiusz z Turynu (ur. 770-780, zm. 827 w Turynie) – hiszpański duchowny Kościoła rzymskokatolickiego, biskup Turynu i reformator z IX wieku fl. 810–827.
Pochodził z Hiszpanii, gdzie studiował i był uczniem Feliksa, biskupa diecezji Urgell. Po śmierci Karola Wielkiego przybył do Francji, gdzie ze względu na dogłębną znajomość Pisma Świętego, został kapelanem pałacu cesarskiego.
Klaudiusz był zarówno autorem jak i kopistą. Chociaż większość jego dzieł to proste komentarze biblijne, wyróżnia je bardzo osobiste podejście i skłonność do ujawniania szczegółów w czasach, gdy zwięzłość i anonimowość były powszechne.
Jest autorem trzech komentarzy do księgi Rodzaju (814), jednego do Ewangelii Mateusza dedykowanej do opata Charroux Justusa (815), czterech do Księgi Wyjścia (821), a także do Księgi Kapłańskiej (823). Pracował aktywnie nad przeglądem wszystkich listów Pawła, który zadedykował cesarzowi Ludwikowi Pobożnemu.
W czasie sprawowania swego urzędu podjął zdecydowaną walkę z kultem obrazów i relikwii oraz z doktryną głoszącą zbawienie z uczynków. Wierzył w usprawiedliwienie oparte wyłącznie o wiarę w Jezusa. Twierdził, że Kościół nie jest nieomylny, kwestionował sens modlitwy za zmarłych, nie uznawał Tradycji na równi z Pismem Świętym oraz wierzył w symboliczny charakter Eucharystii. Był przeciwny pielgrzymkom do Rzymu oraz podważał papieski autorytet, twierdząc, iż samo zajmowanie tego apostolskiego urzędu nie czyni nikogo następcą Piotra, gdyż ważne są apostolskie uczynki a nie sam urząd. Dungal, teolog sprzyjający papieżowi, nieustannie oskarżał Klaudiusza o propagowanie herezji. Przez niektórych Klaudiusz nazywany jest pierwszym protestanckim reformatorem, zaś wielu badaczy widzi w nim jednego z prekursorów waldensów.
Wydawnictwo Waldensów "Claudiana" swoją nazwę zawdzięcza imieniu biskupa Klaudiusza, którego ich ojciec duchowy Piotr Waldo wskazywał jako wzór cnotliwego i mądrego człowieka.